# جامعة جنوب تكساس
جامعة جنوب تكساس (بالإنجليزية: Texas Southern University) تقع جامعة جنوب تكساس في قلب هيوستن - دقائق من وسط المدينة، ومنطقة المتحف والمركز الطبي في تكساس. تضم حوالي 10,000 طالب وتحتوي على برامج درجة الدراسات العليا والمهنية. تأسست الجامعة في عام 1927 باسم كلية هيوستن. في 3 مارس 1947 تم تغيير اسمها إلى جامعة ولاية تكساس للزنوج. في عام 1951، غيرت الاسم إلى جامعة جنوب تكساس.
تضم الجامعة العديد من الكليات مثل:
- كلية الشؤون العامة
- كلية الصيدلة والعلوم الصحية
- كلية التربية
- كلية التعليم المستمر
- كلية العلوم والتكنولوجيا
- كلية الاتصالات

المصدر: جامعة جنوب تكساس